# Микаел Баклунд
Микаел Баклунд (швед. Mikael Backlund; рођен 17. марта 1989. у Вестеросу, Шведска) професионални је шведски хокејаш на леду који игра на позицији централног нападача. 
Тренутно наступа у НХЛ лиги где од сезоне 2008/09. игра за канадску екипу Калгари Флејмса. 
Са сениорском репрезентацијом Шведске је на светским првенствима освојио укупно три медаље, једну сребрну (СП 2011) и две бронзане медаље (СП 2010. и СП 2014).
Баклунд се бави хуманитарним радом, како у родној Шведској тако и у Калгарију, а активно учествује у раду центара за помоћ особама са менталним проблемима и центру за борбу против канцера код деце. Од 2013. за рад поменутих центара издваја по 150 америчких долара за сваки поен који оствари у лиги.

## Клупска каријера
Баклунд је играчку каријеру започео у свом родном граду, у редовима јуниорске екипе ВИК Вестерос, а због одличних партија које је пружао дебитовао је у сениорској екипи као 16-огодишњак у сезони 2005/06. (уз учинак од по две асистенције и гола на 12 утакмица). Већ на дебитантском наступу у сениорској конкуренцији, у утакмици играној 2. новембра 2005. против Векше лејкерса, Беклунд је постигао погодак и проглашен је за играча утакмице. По окончању те сезоне учествовао је и на националном првенству за играче до 17 година (ТВ пукен тирнир) где је проглашен за најкориснијег играча турнира, што му је донело награду Свен Тумба за најбољег нападача.
И наредне две сезоне Баклунд је паралелно наступао за сениорски састав Вестероса и за екипу до 20 година. Као веома талентован играч и велики потенцијал, године 2007. одлази на драфт НХЛ лиге где га је као 24. пика у првој рунди одабрала екипа Калгари Флејмса. По окончању сезоне 2007/08. потписао је професионални уговор са екипом Флејмса.
Како није пружао очекиване партије током тренинг кампа уочи старта сезоне 2008/09. враћен је као позајмљен играч у редове Вестероса, у којем је и започео ту сезону. У редове екипе из Калгарија враћа се захваљујући добрим партијама приказаним на светском првенству за играче до 20 година 2009[[]], а дебитантски наступ у најјачој лиги на свету остварио је у утакмици играној 8. јануара 2009. против екипе Њујорк Ренџерса. Међутим била је то уједно и његова последња утакмица за Калгари у тој сезони пошто је остатак сезоне провео на позајмици у јуниорској екипи Килуна рокетса у једној од нижих америчких лига. 
Сезону 2009/10. почиње у редовима филијале Флејмса Аботсфорд хита, у АХЛ лиги, одакле је крајем јануара 2010. пребачен у редове Флејмса. Већ два дана касније на утакмици против Финикс Којотса (играној 28. јануара) постигао је и свој први погодак у НХЛ лиги. Ту сезону је Баклунд играо за оба тима, а окончао је са 32 поена за Аботсфорд (на 54 утакмице) и са 10 поена за Флејмсе (на 23 утакмице). Већ наредне сезоне поправио је статистички учинак и сезону окончао са укупно 25 поена на 73 одигране утакмице.
Због вишеструке операције прста пропустио је првих 6 недеља нове сезоне 2011/12, а повреда рамена задобијена средином фебруара окончала је његове игре те сезоне (уз скроман учинак од тек 11 поена на 41 утакмици).
Пре почетка сезоне 2012/13. Баклунд је продужио уговор са клубом на још једну сезону у вредности од 725.000 америчких долара. Како је почетак поменуте сезоне каснио због штрајка играча (локаут), Баклунд се вратио у Шведску и то време провео играјући за екипу ВИК Вестероса, за коју је пре повратка у Калгари одиграо 23 утакмице (уз учинак од 12 голова и укупно 30 поена). 
По окончању скраћене сезоне 2012/13, у јулу 2013. потписује нови двогодишњи уговор са Флејмсима вредан 3 милиона америчких долара. Сезона 2013/14. била је уједно и његова, статистички гледано најуспешнија сезона, пошто је на 76 одиграних утакмица постигао 39 поена (18 голова и 21 асистенција). 

### Репрезентативна каријера
За национални тим Шведске Баклунд је дебитовао на светском првенству за играче до 18 година, играном 2006. године, и на том турниру је одиграо 3 утакмице и постигао један погодак. Већ на наредном првенству играном следеће године Баклунд је водио свој тим до бронзане медаље, постигавши чак 3 поготка у директном окршају за треће место против селекције Канаде (победа од 8:3). На истом турниру проглашен је за најбољег стрелца са укупно 6 голова (на 6 одиграних утакмица). На првенствима до 20 година играним 2008. и 2009. освојио је две сребрне медаље.
За сениорску репрезентацију Шведске дебитовао је на Светском првенству 2010. играном у Немачкој. Шведска је на том турниру освојила бронзану медаљу, а Баклунд је на 6 одиграних утакмица остварио доста скроман учинак од тек једне асистенције. На наредном првенству играном у Словачкој 2011. Баклунд је са 3 гола и 2 асистенције на 9 одиграних утакмица био један од заслужнијих играча у редовима шведског тима који је резултирао освајањем сребрне медаље. 
Након двогодишње паузе због повреда, у репрезентацију се враћа на Светском првенству 2014. које се играло у Белорусији. На том турниру Шведска је освојила бронзану медаљу, а Баклунд који је обављао функцију заменика капитена је остварио учинак од 8 бодова на 10 утакмица (5 голова и 3 асистенције). 